# Glenea peria
Glenea peria là một loài bọ cánh cứng trong họ Cerambycidae.